# Nail Muchamedjarow
Nail Narymanowytsch Muchamedjarow (ukrainisch Наіль Нариманович Мухамед'яров, russisch Наиль Нариманович Мухамедьяров Nail Narimanowitsch Muchamedjarow, auch Наиль Мухамедяров; * 8. Dezember 1962 im früheren Leninsk, Provinz Andijon, Usbekische SSR der UdSSR) ist ein ehemaliger sowjetischer Gewichtheber tatarischen Ursprungs, der ab 1993 für die Ukraine startete.

## Karriere
Muchamedjarows erster nationaler Erfolg war der zweite Platz bei den sowjetischen Meisterschaften 1985 im Leichtschwergewicht bis 82,5 kg, wo er 352,5 kg (155,0/197,5 kg) erzielte. Danach trat er erstmals 1988 wieder in Erscheinung, als er im Mittelgewicht bis 90 kg mit einer Zweikampfleistung von 402,5 kg (182,5/220,0 kg) sowjetischer Meister wurde.
Diese Leistung qualifizierte Muchamedjarow, neben Anatoli Chrapaty, zur Teilnahme an den Olympischen Spielen 1988 in Seoul. Hier belegte er mit 400,0 kg (177,5/222,5 kg) den zweiten Platz hinter Chrapaty und vor Sławomir Zawada, der ebenfalls 400 kg hob, aber 100 g schwerer war. Chrapaty führte bereits nach dem Reißen mit einem Vorsprung von 10 kg und konnte diesen mit 225,0 kg im Stoßen noch entsprechend ausbauen.
Zur sowjetischen Meisterschaft 1990 hatte Muchamedjarow die Gewichtsklasse gewechselt und trat nun im 1. Schwergewicht bis 100 kg an. Hier gewann er mit 410,0 kg (180,0/230,0 kg) seinen zweiten Titel. Zur Weltmeisterschaft 1990 in Budapest trat er mit einem Körpergewicht von 100,10 kg im 2. Schwergewicht bis 110 kg an, da er hier aufgrund des schwächeren und kleineren Teilnehmerfelds höhere Medaillenchancen hatte und im 1. Schwergewicht bis 100 kg mit Igor Sadykov und Sergei Kopytow bereits zwei sowjetische Heber starteten. Mit 390,0 kg (170,0/220,0 kg) im Zweikampf belegte Muchamedjarow den zweiten Platz hinter Stefan Botew, der mit 440,0 kg seine Konkurrenz deklassierte.
1991 startete Muchamedjarow bei der letzten sowjetischen Meisterschaft in Donezk. Hier konnte er mit 407,5 kg (185,0/222,5 kg) den zweiten Platz im 1. Schwergewicht bis 100 kg hinter Tymur Tajmasow mit 412,5 kg belegen. Seinen einzigen Start für die Ukraine hatte Muchamedjarow 1993 bei der EM in Sofia, wo er in der neuen Klasse bis 99 kg nach 177,5 kg im Reißen im Stoßen keinen gültigen Versuch einbringen konnte und somit unplatziert blieb.
Muchamedjarow ist Leiter des Instituts für Leibeserziehung an der Staatlichen Ingenieur-pädagogischen Universität (Крымский инженерно-педагогический университет) in Simferopol. Er lebt in Simferopol, ist verheiratet und hat zwei Töchter.

## Bestleistungen
- Reißen: 185,0 kg in der Klasse bis 100,0 kg bei den sowjetischen Meisterschaften 1991 in Donezk
- Stoßen: 230,0 kg in der Klasse bis 100,0 kg bei den sowjetischen Meisterschaften 1990 in Lipetsk
- Zweikampf: 410,0 kg (180,0/230,0 kg) in der Klasse bis 100,0 kg bei den sowjetischen Meisterschaften 1990 in Lipetsk